# Natovenator
Natovenator („plavající lovec“) byl rod unenlagidního dinosaura, který žil v období pozdní křídy (geologický věk kampán, asi před 72 až 71 miliony let) na území dnešního Mongolska.

## Objev
Fosilie tohoto malého teropoda byly popsány týmem paleontologů v roce 2022, a to ze souvrství Barun Gojot v poušti Gobi. Typový exemplář nese označení MPC-D 102/114 a jedná se o částečně dochovanou postkraniální kostru a téměř kompletní lebku ve velmi dobrém stavu zachování.

## Paleoekologie

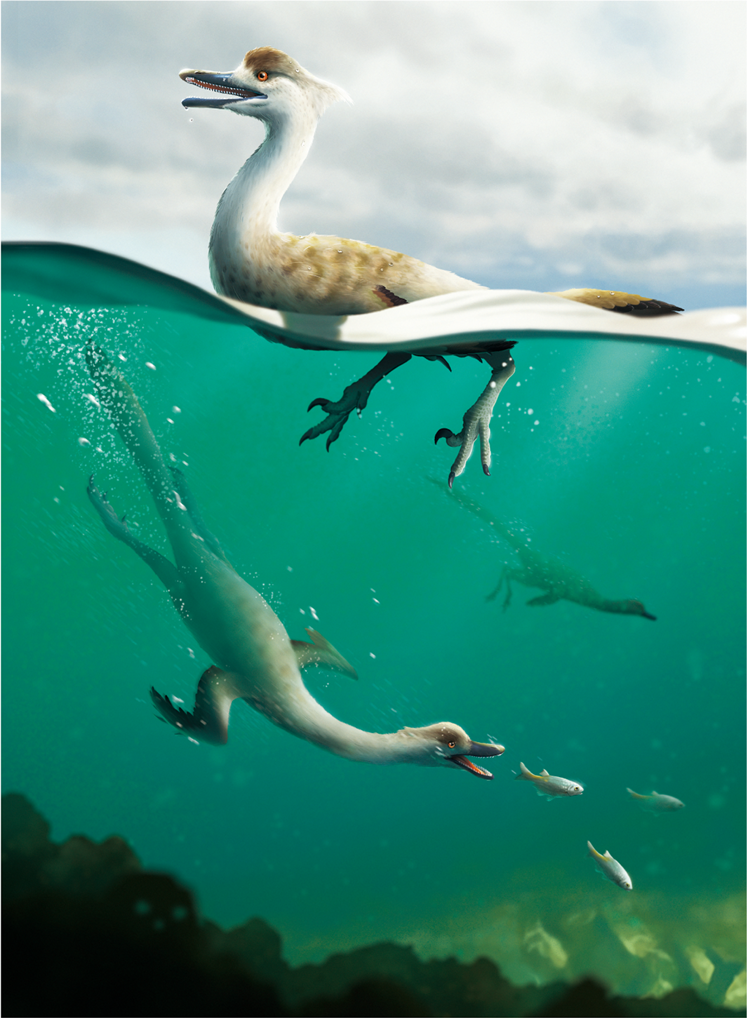
Obrazová rekonstrukce rodu Natovenator, lovícího ryby.

Tento teropod byl stejně jako příbuzný rod Halszkaraptor velmi neobvyklý vzhledem i svojí anatomií vázanou na specifickou ekologii. Šlo zřejmě o obojživelně žijícího opeřeného tvora, který připomínal některé současné vodní ptáky. Jedná se tedy o jednoho z mála "vodních" druhů dinosaurů, schopných plavat a potápět se. V rámci fylogenetické analýzy byl tento druh zařazen do podčeledi Halszkaraptorinae, do které patří kromě samotného halškaraptora ještě rody Mahakala a Hulsanpes.